# Žďár (Levínská Olešnice)
Žďár nebo též Žďár u Staré Paky je dnes místní část obce Levínská Olešnice v okrese Semily. Je zde zachováno několik objektů typické lidové architektury a také pár domů z 18. století. Ve Žďáru se nachází bývalá obecná škola využívaná dnes jako kulturní dům. Vesnice je obklopena lesy zvanými Panský háj, Roubenka, Hradiště, Stráň a Zádušní les. Žďár u Staré Paky je také název zdejšího katastrálního území o rozloze 3,53 km².

## Historie a současnost
Ves byla založena ve čtyřicátých letech 13. století za vlády Václava I. První písemná zmínka o vesnici pochází z roku 1391. Od 14. století se nad vesnicí nachází bývalá tvrz zvaná též Žďár. A jižně od vesnice lze nalézt zbytky středověkého hradu zvaného Pravín z přelomu 13. a 14. století. Pány zde byli vladykové ze Žďáru. Ve vsi se nachází bývalý hospodářský dvůr ze 16. století. Rod Harrachů nechal ve Žďáře vystavět panskou hájovnu, která je dominantou vesnice.
Roku 1807 ve vesnici řádila cholera. Roku 1900 zde žilo v šedesáti domech 346 stálých obyvatel. V roce 1871 byla zřízena žďárská škola, která byla roku 1902 přestěhována do nové školní budovy. Roku 1925 se obec dělila na části: Žďár, Smejta, Nový Svět, Hradiště a přilehlou osadu Ždírec.
V obci bydlel od roku 1963 významný český sochař 20. století Ladislav Zívr, který zde i zemřel.
Od 31. července 1887 zde působí aktivní spolek Sbor dobrovolných hasičů Žďár u Staré Paky, který se pravidelně účastní soutěží v požárním sportu a přispívá ke společenskému životu ve vsi.

## Pamětihodnosti
- Panská hájovna (Fořtovna)
- Pravín (též Hradiště) – zaniklá tvrz
- Tvrz Žďár – zaniklá tvrz
- Boží muka
- Malý křížek
- Zvonice
- Velký kříž (krucifix)
- IV. zastavení bývalé křížové cesty
- Památný strom dub letní
- Mádlův (Zívrův) mlýn

## Galerie

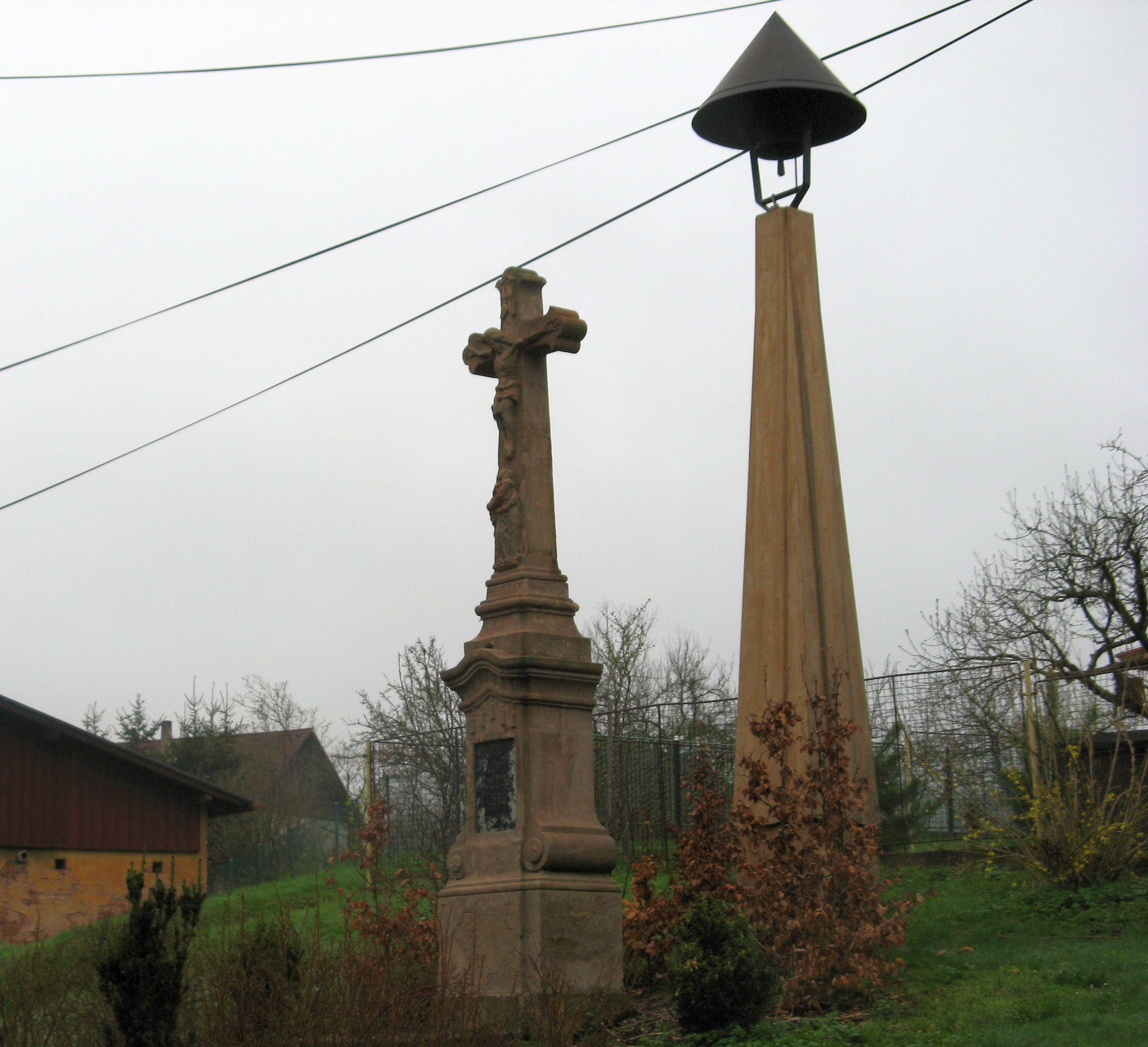
Kříž a zvonička na návsi
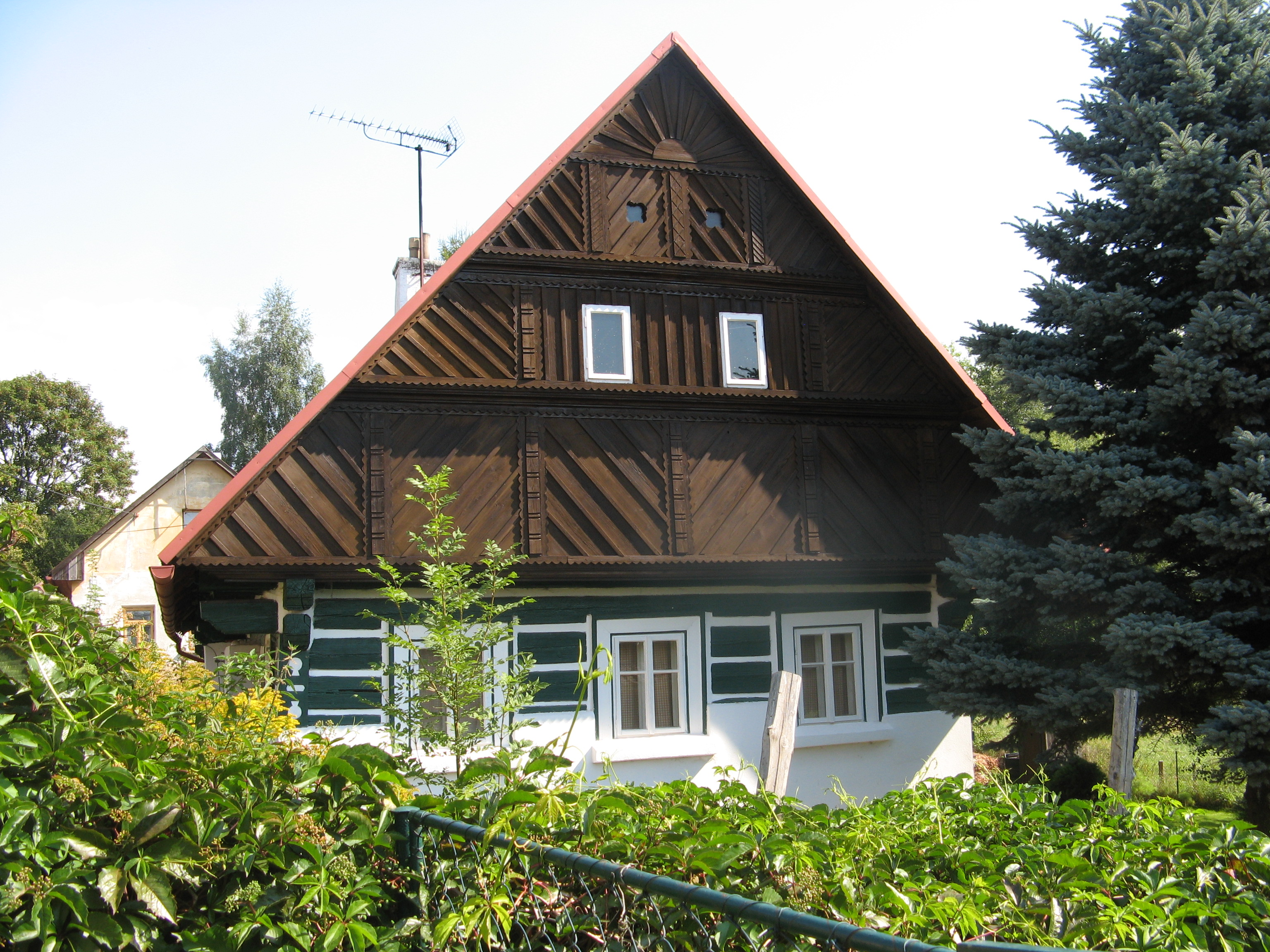
Dům podkrkonošské lidové architektury
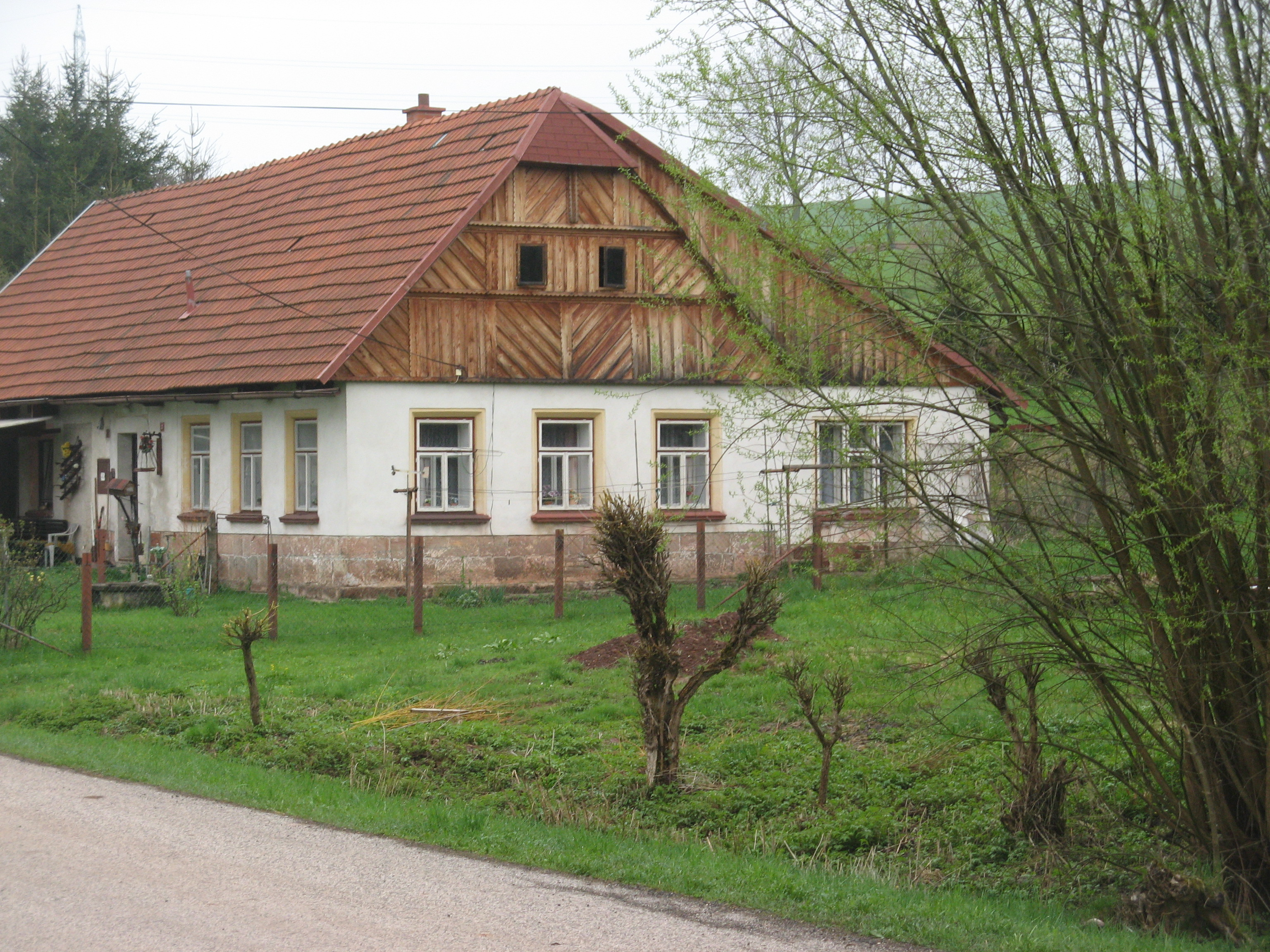
Dům podkrkonošské lidové architektury
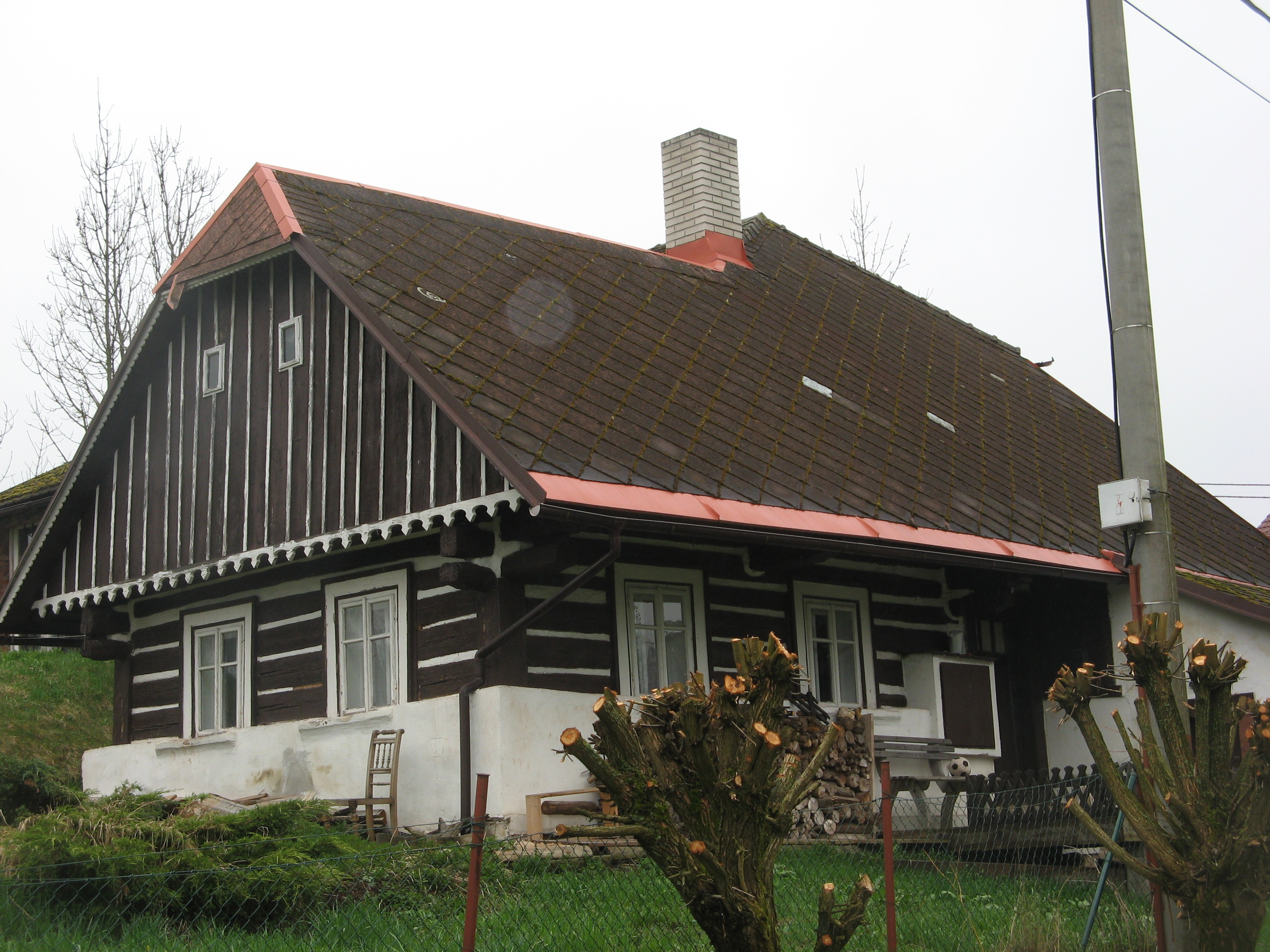
Vesnický dům
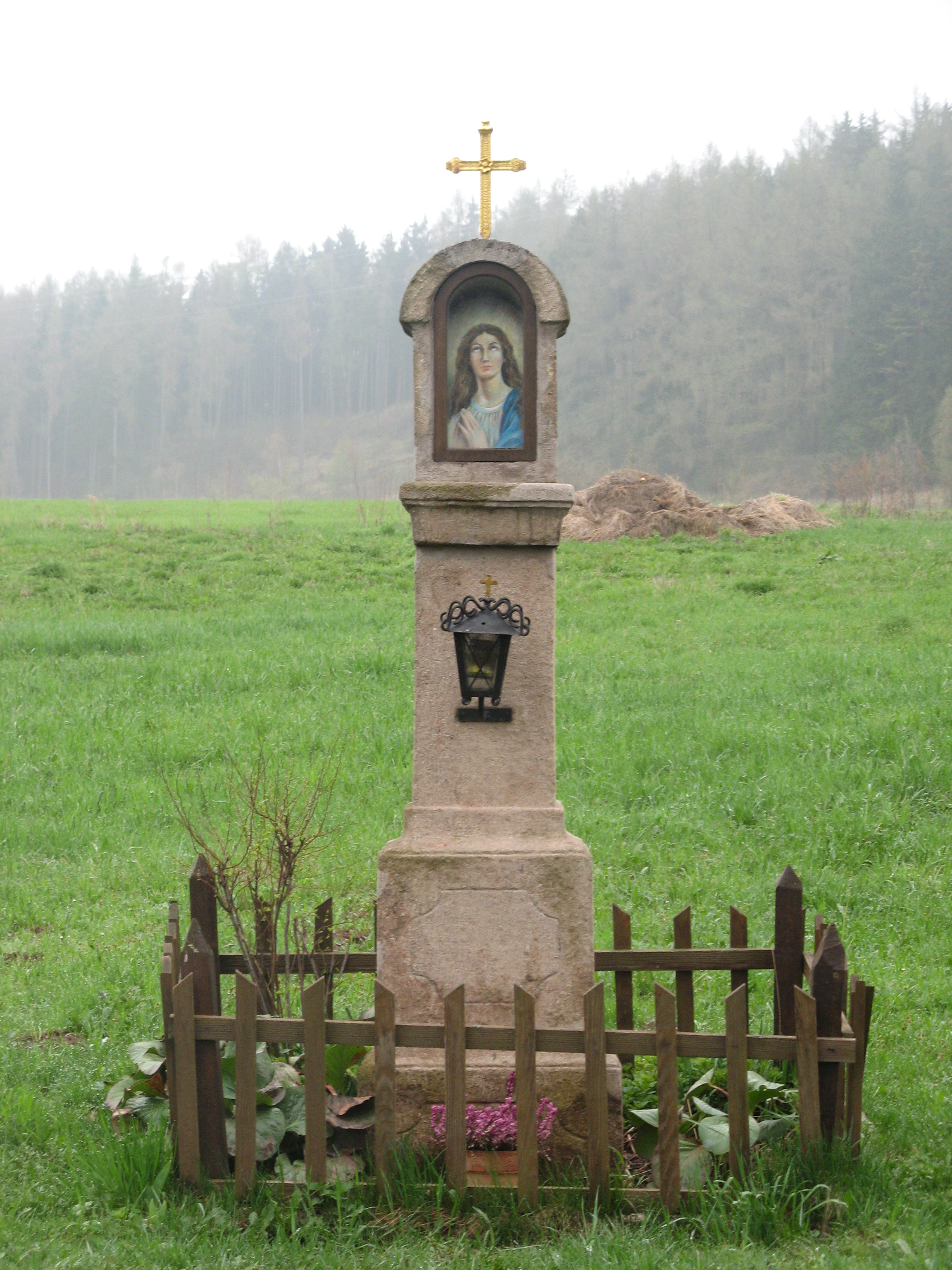
Boží muka nad obcí
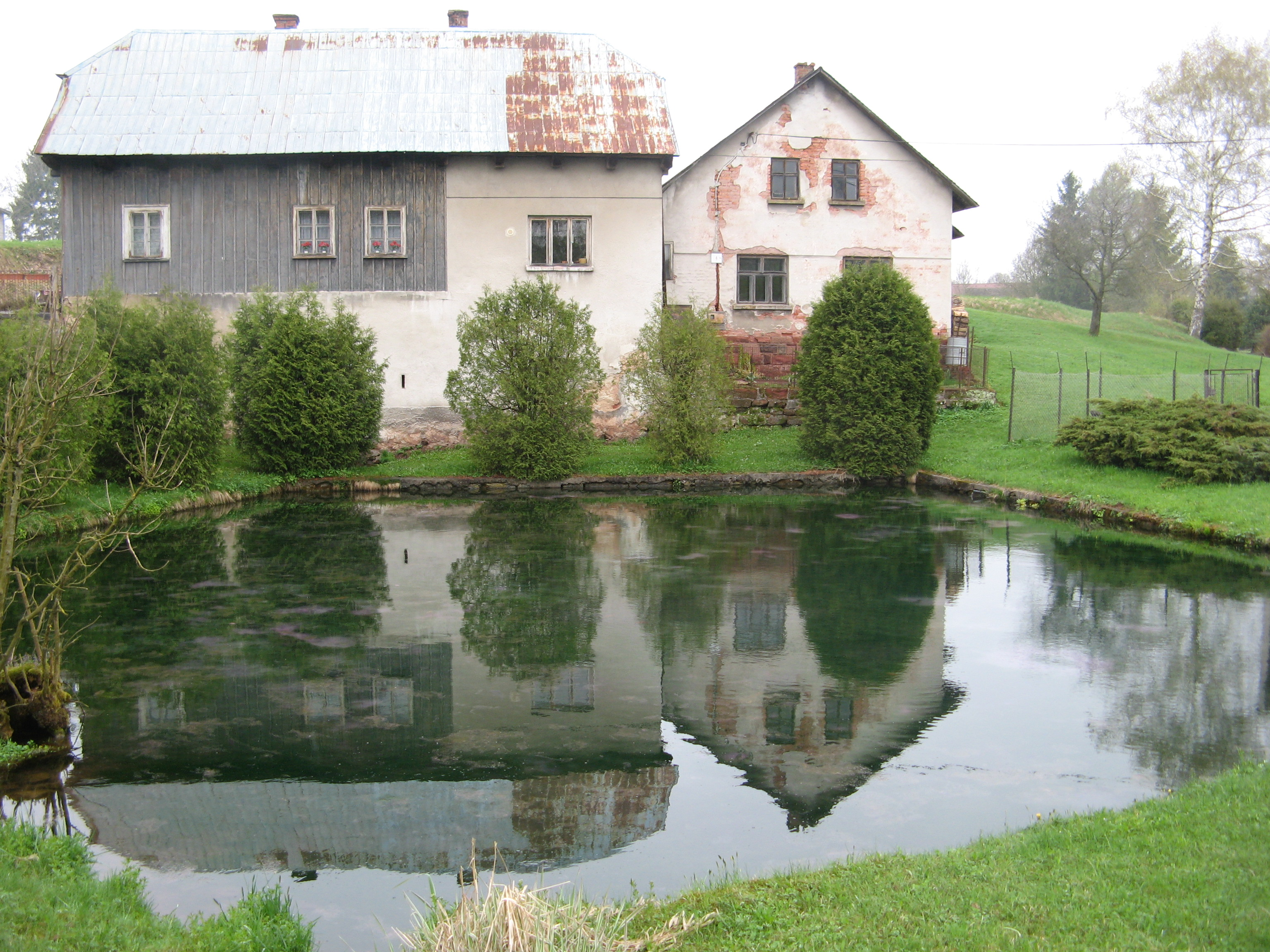
Rybník a panská hájovna uprostřed obce
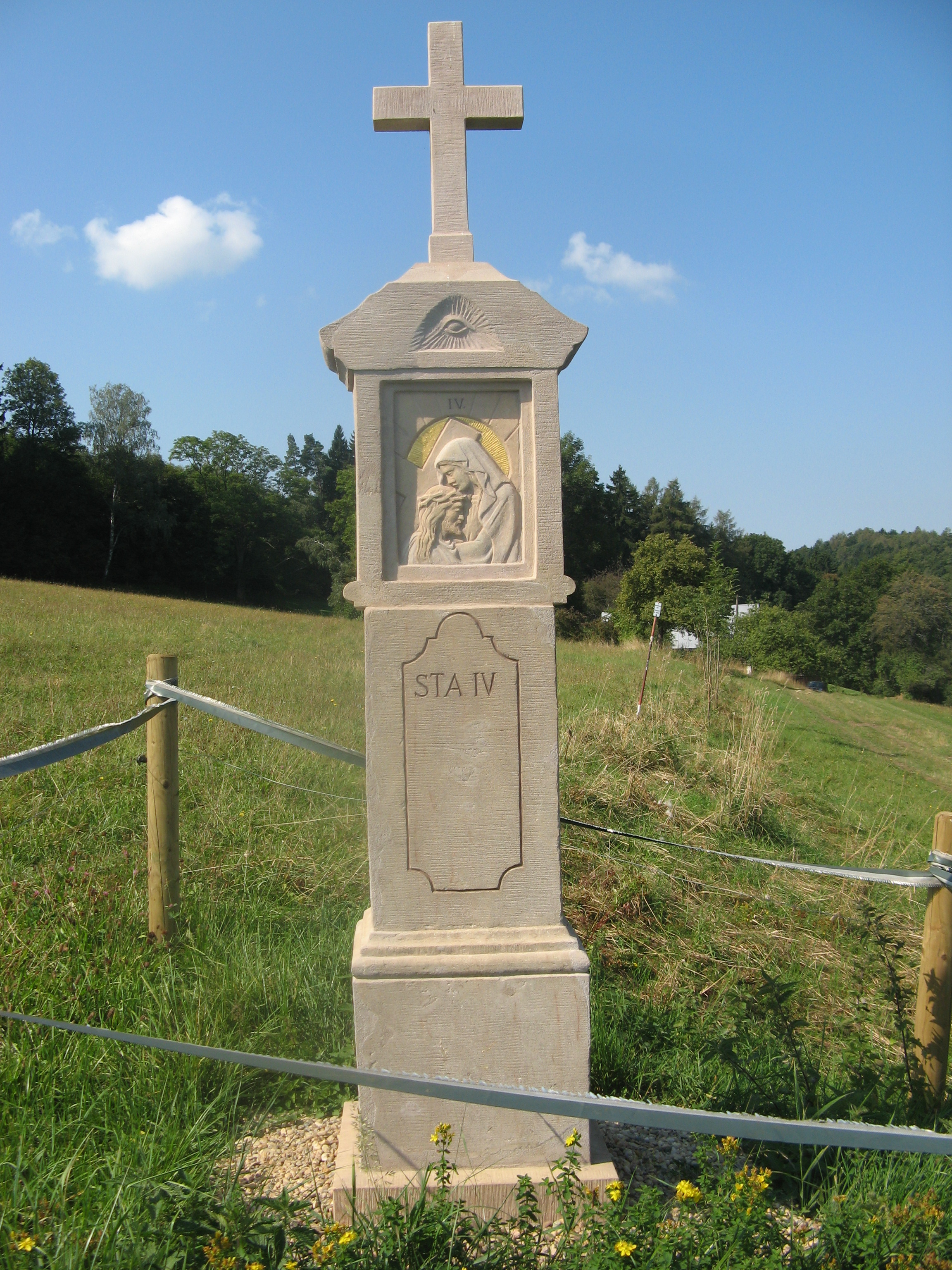
Čtvrté zastavení křížové cesty na kopci Hradiště
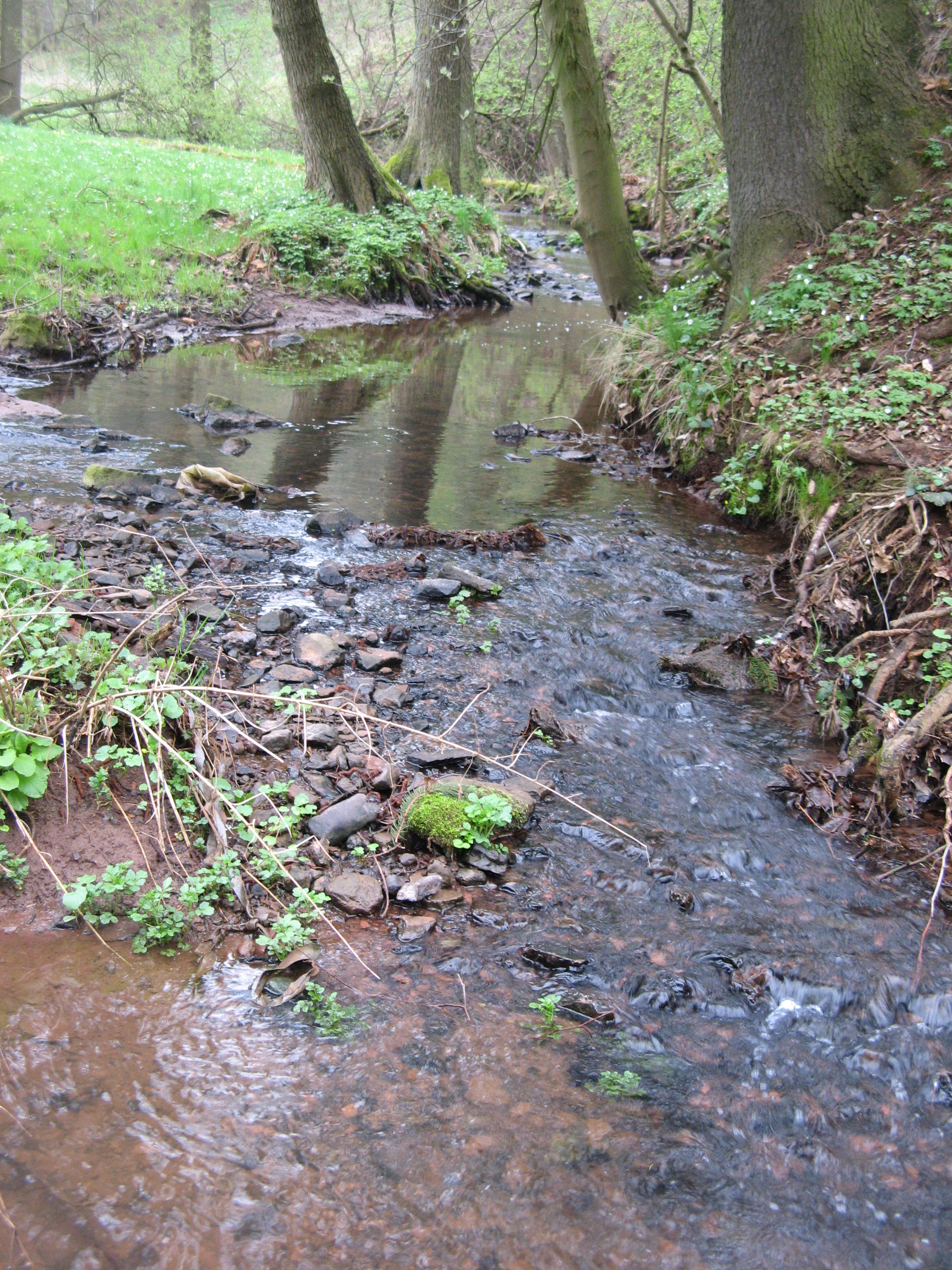
Žďárský potok
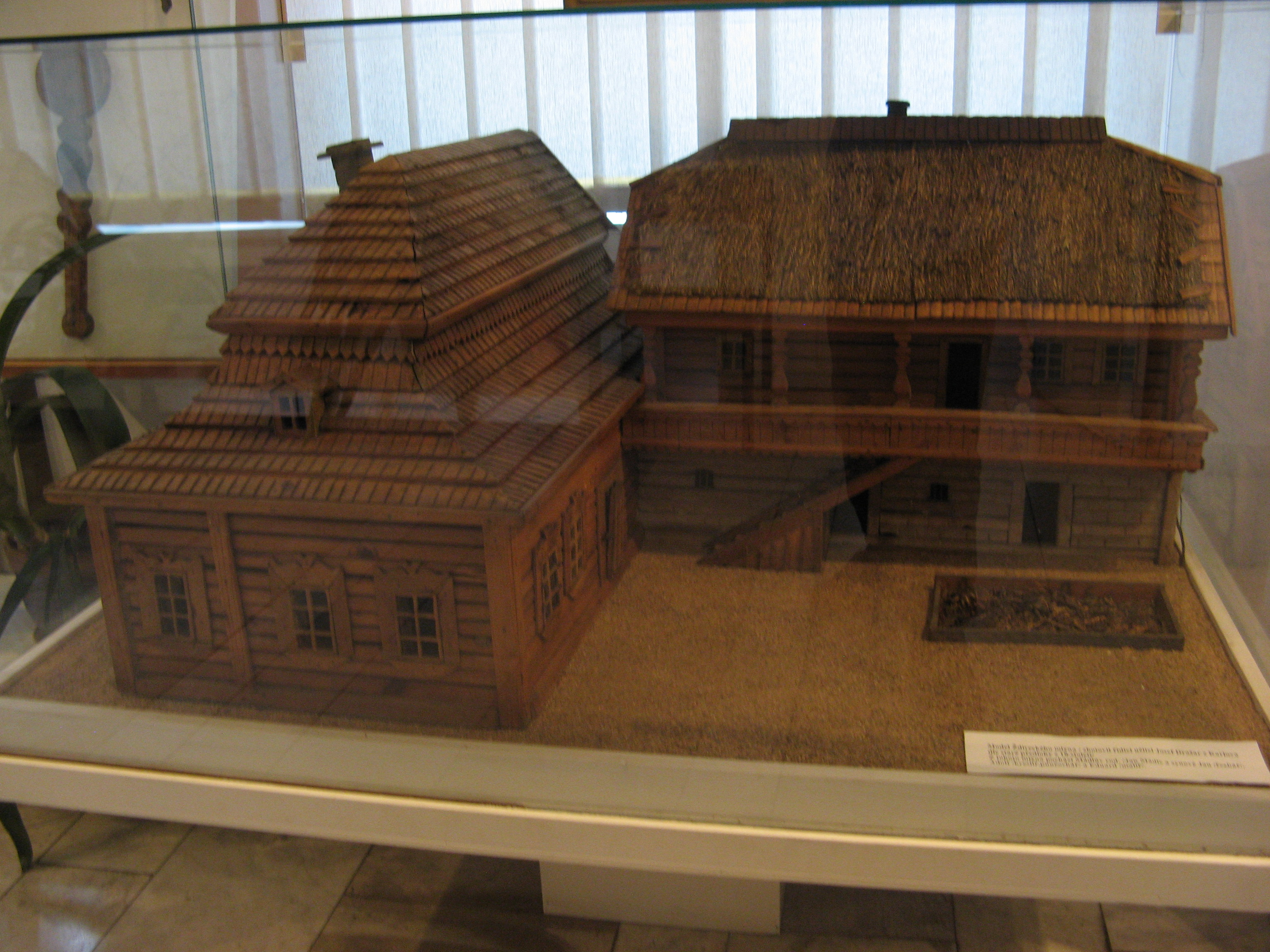
Model původní podoby Mádlova (Zívrova) mlýna ve Ždírci (expozice Městského muzea v Nové Pace)
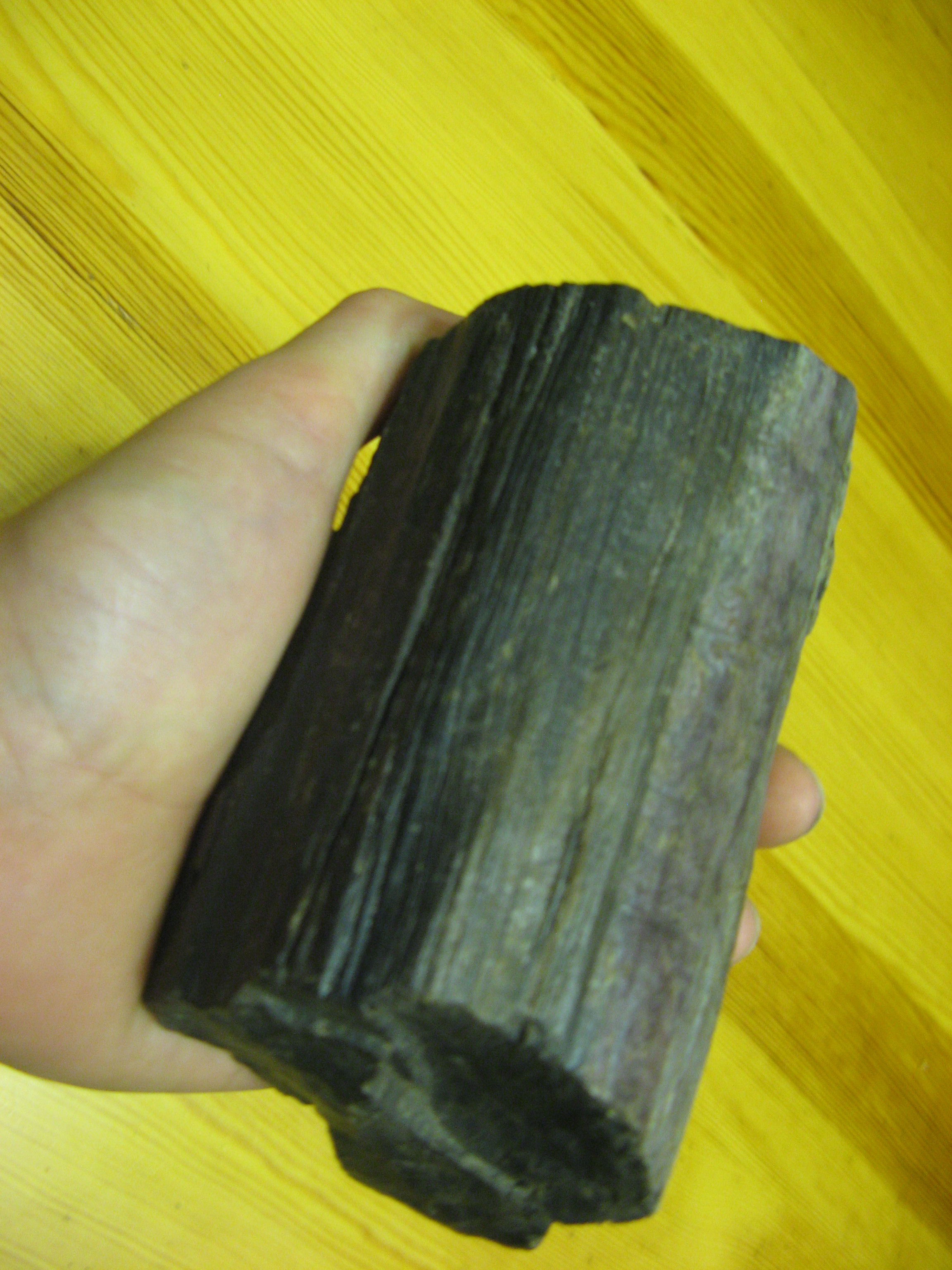
Zkamenělé dřevo nacházené v okolí obce